# 李繼侃
李继侃（?—?），又作李侃、李继偘，唐朝末年深州博野（今河北蠡县）人，李茂贞（本名宋文通）的儿子。
天复三年（903）正月，劫持了唐昭宗一家的李茂贞在被迫将昭宗交给宣武军节度使朱全忠以前，请以他的儿子李继侃娶平原公主为妻，借此巩固自己的地位。平原公主是何皇后的女儿，何皇后感到为难，唐昭宗说：“姑且让我能出去，你的女儿有什么可担忧的！”何皇后这才依从了。或是回避同姓不婚的禁忌，李继侃恢复了本姓，称为宋侃。正月二十日，在内殿举办婚礼，李茂贞坐在昭宗东南，公主拜殿上，李继侃的族兄弟都西向而立，公主遍拜他们。婚后不久，唐昭宗一家离开凤翔。唐昭宗又让朱全忠写信给李茂贞，将平原公主也接回长安，以示不承认这门婚事。
天祐三年（906年）八月，李茂贞与西川节度使蜀王王建结盟，八月初四，李茂贞派遣李继侃（李侃）到西川作人质；王建让李继侃主持彭州事务。之后史籍对李侃事迹没有了记载，很可能在岐蜀相攻之时被王建处死，或病死于蜀地。